# Mordanschlag am Frankfurter Flughafen am 2. März 2011

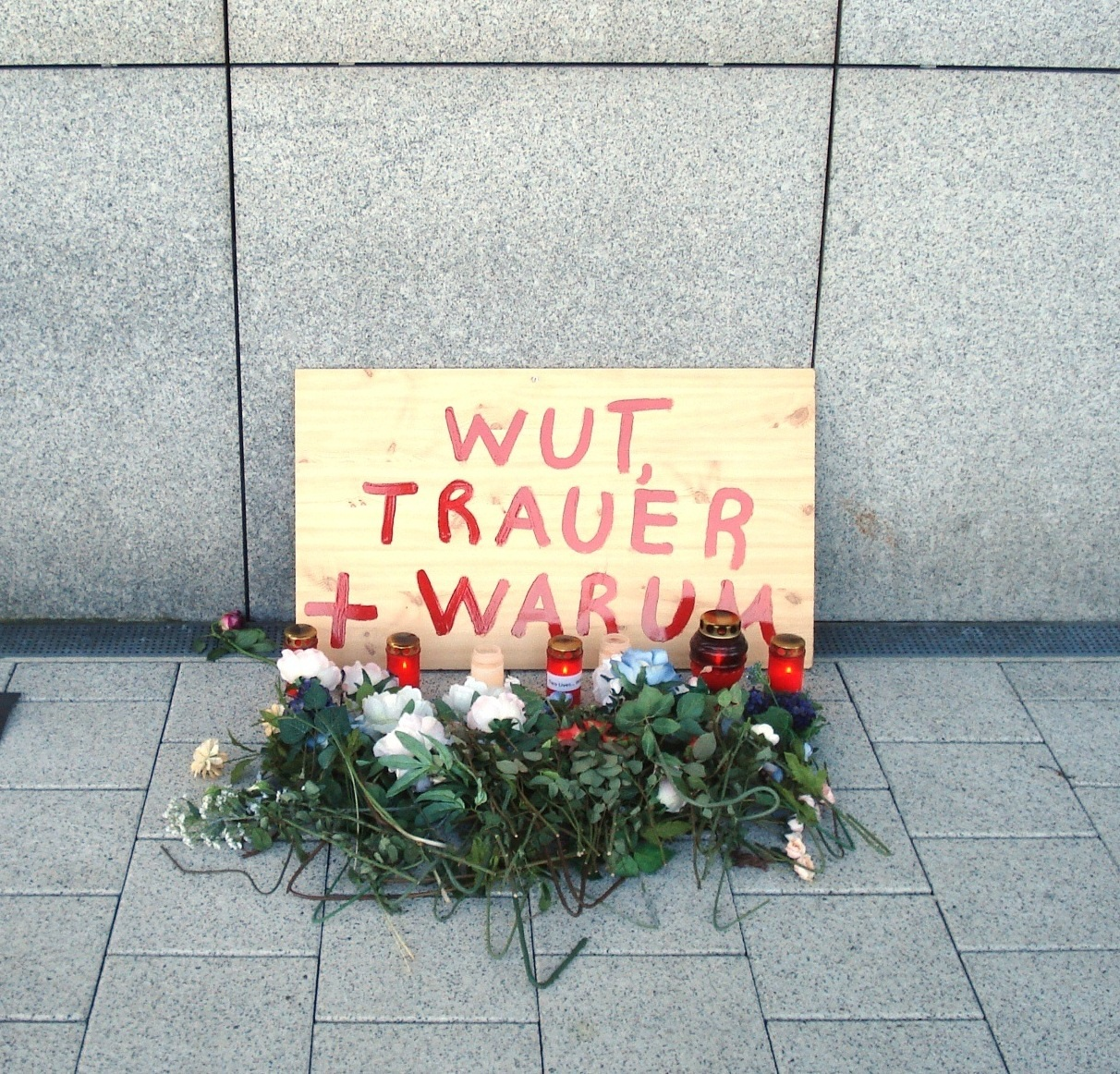
Am Terminal 2 eingerichtete improvisierte Gedenkstätte an den Anschlag (6. März 2011)

Beim Mordanschlag am Frankfurter Flughafen am 2. März 2011 handelte es sich um den ersten Anschlag mit einem islamistischen Hintergrund in Deutschland mit Todesopfern. Ermordet wurden zwei amerikanische Soldaten, zwei weitere wurden schwer verletzt.
Am 10. Februar 2012 wurde der Täter Arid Uka vom Oberlandesgericht Frankfurt zu einer lebenslangen Freiheitsstrafe verurteilt.

## Tatverlauf
Der Tatort war eine im öffentlichen Bereich von Terminal 2 des Flughafens Frankfurt gelegene Bushaltestelle. Ziel des Anschlags war eine Gruppe von 15 Angehörigen der US Air Force (Luftwaffe), die sich vom britischen Militärflugplatz RAF Lakenheath kommend auf dem Weg zum Einsatz nach Afghanistan befanden und von einem in Deutschland stationierten US-Soldaten am Flughafen abgeholt wurden, um mit einem Bus zur US Air Force Base Ramstein gebracht zu werden.
Zuerst sprach Arid Uka vor dem Bus den Airman First Class Brandon Kilgore (22) an und fragte ihn nach einer Zigarette. Dieser bestätigte ihm im Verlauf eines kurzen Gesprächs, dass die Buspassagiere Mitglieder der US Air Force seien. Als die Militärangehörigen den Bus bestiegen, erschoss Uka zunächst hinterrücks den gerade zuletzt einsteigenden Senior Airman Nicholas J. Alden (25) und dann den Busfahrer, den Airman First Class Zachary Cuddeback (21).
Nachdem Uka mit dem mehrmaligen Ausruf Allahu akbar („Gott ist am größten“) den Bus bestiegen hatte, schoss er gezielt auf die dort sitzenden unbewaffneten US-Soldaten: Zunächst ging er auf den an diesem Tag 22 Jahre alt gewordenen Senior Airman Edgar Miguel Veguilla zu und schoss sofort gezielt in dessen Kopf, wodurch dieser einen Durchschuss des Unterkiefers erlitt. Mit einem zweiten Schuss fügte er dem nach Deckung suchenden Opfer schwerste Verletzungen zu, die es nur aufgrund einer Notoperation im Frankfurter Universitätsklinikum überlebte. Nun schoss Arid Uka dem 25 Jahre alten Sgt. Kristoffer Paul Schneider zunächst gezielt in den Kopf und dann in die rechte Hüfte, wodurch dieser eine lebenslange Behinderung aufgrund der schweren Hirn- und Knochenverletzungen erlitt und ein Auge verlor. Schließlich wandte sich Arid Uka dem 22 Jahre alten Staff Sgt. Trevor Donald Brewer zu, hielt diesem die Pistole unmittelbar vor das Gesicht. Trotz der zwei versuchten Schüsse blieb das anvisierte Opfer aufgrund einer Ladehemmung unverletzt.
Uka verließ den Bus und versuchte, im Inneren des Flughafenterminals 2 in der Menschenmenge unterzutauchen. Nach einer Verfolgung durch die beiden US-Amerikaner Trevor Donald Brewer und Lamar Joseph Conner wurde er jedoch von Beamten der Bundespolizei ausgemacht, verfolgt und überwältigt.

## Täter
Beim Täter handelt es sich um den seit 1991 mit seiner Familie in Frankfurt-Sossenheim  lebenden, zum Tatzeitpunkt 21-jährigen Kosovo-Albaner Arid Uka. Er wurde am 10. Februar 2012 vom Oberlandesgericht Frankfurt wegen zweifachen Mordes und dreifachen Mordversuchs zu einer lebenslangen Freiheitsstrafe verurteilt. Das Gericht betrachtete ihn als Einzeltäter und stellte die besondere Schwere der Schuld fest, was eine Haftentlassung nach 15 Jahren ausschließt. Da er als Ausländer zu einer Freiheitsstrafe von mehr als drei Jahren verurteilt wurde, ist damit zu rechnen, dass er nach Verbüßung der Haft ins Kosovo abgeschoben wird.